# Grassator
Grassator is een geslacht van vliesvleugeligen uit de familie Eulophidae. De wetenschappelijke naam van dit geslacht is voor het eerst geldig gepubliceerd in 1948 door De Santis.

## Soorten
Het geslacht Grassator is monotypisch en omvat slechts de volgende soort:
- Grassator viator De Santis, 1948